# Chiesa di San Luigi dei Francesi (Mosca)
La chiesa di San Luigi dei Francesi (in russo Храм Святого Людовика Французского?) è un luogo di culto cattolico di Mosca. Insieme alla cattedrale dell'Immacolata Concezione, è l'unica chiesa di rito cattolico attiva nella capitale russa. Si trova nel quartiere della Lubjanka, facente parte del distretto centrale della città.

## Storia e descrizione
Grazie ad un accordo siglato con la Francia il 31 dicembre 1786, i francesi stabilitisi in Russia riceverono la garanzia della piena libertà religiosa e di culto, nonché la possibilità di fondare loro chiese. A seguito della presa della Bastiglia del 1789, il viceconsole francese in Russia, Condert de Bosse, domandò all'imperatrice Caterina II il permesso di costruire una chiesa per la comunità francese di Mosca. Fu così fondata la parrocchia di San Luigi dei Francesi, grazie ad un decreto imperiale indirizzato al generale Eropkin, comandante in capo a Mosca e responsabile delle questioni religiose.
L'autorizzazione alla costruzione della chiesa fu rilasciata il 5 dicembre 1789. Si stabilì che la chiesa sarebbe sorta nel cuore di Mosca, precisamente nel sobborgo tedesco. In attesa della raccolta dei fondi necessari ai lavori, i francesi celebrarono per lungo tempo i loro riti nella casa del viceconsole. La costruzione della chiesa fu avviata solo nel 1833 e si concluse due anni dopo. Il progetto architettonico neoclassico fu ideato dall'italiano Alessandro Gilardi. L'edificio fu consacrato il 24 novembre 1835, in presenza delle autorità civili della città.
Nel 1917 la parrocchia contava circa 2.700 fedeli. Dopo la rivoluzione d'ottobre un numero enorme di chiese furono chiuse o distrutte. La chiesa di San Luigi dei Francesi, viceversa, poté continuare ad esercitare le cerimonie di culto. Essa beneficiò di un trattamento di favore: il curato, infatti, non era soggetto all'obbligo di sottoporre ai commissari del popolo i documenti relativi ai battesimi, ai matrimoni ed ai decessi dei parrocchiani. Inoltre, durante la campagna antireligiosa contro le reliquie, lanciata da Lenin nel 1922, la chiesa non riportò danni.
Tuttavia, dopo la partenza del prete francese Jean-Marie Vidal le cose iniziarono a cambiare. A Mosca rimasero solo due sacerdoti cattolici (che parlavano solo il polacco ed il russo) per provvedere alle necessità spirituali di circa 30.000 fedeli cattolici di varia origine (polacca, francese, italiana e tedesca). Le autorità iniziarono a fare pressioni affinché la chiesa venisse chiusa. Tuttavia, dopo il riconoscimento francese dell'Unione Sovietica del 1924 e l'arrivo di un nuovo sacerdote dal paese transalpino, la chiesa si impose come luogo di culto del corpo diplomatico francese. Nel 1926 il gesuita Michel d'Herbigny consacrò segretamente dei sacerdoti e tre vescovi: Boļeslavs Sloskāns, Pie Eugène Neveu e Aleksandr Frizon all'interno delle mura della chiesa. Poco dopo fu espulso. Negli anni trenta il clero cattolico e la comunità dei fedeli furono soggetti a frequenti episodi di persecuzione. Nel corso dell'intera epoca sovietica, la chiesa di San Luigi fu, insieme alla chiesa della Madonna di Lourdes di Leningrado, l'unico edificio di culto cattolico rimasto in funzione. Tra i personaggi illustri ad aver visitato la chiesa vi furono Charles de Gaulle sia nel 1944 che il 3 dicembre 1964, e anche Konrad Adenauer, Lech Wałęsa e Jacques Chirac, e altre figure politiche e religiose.

## Galleria d'immagini

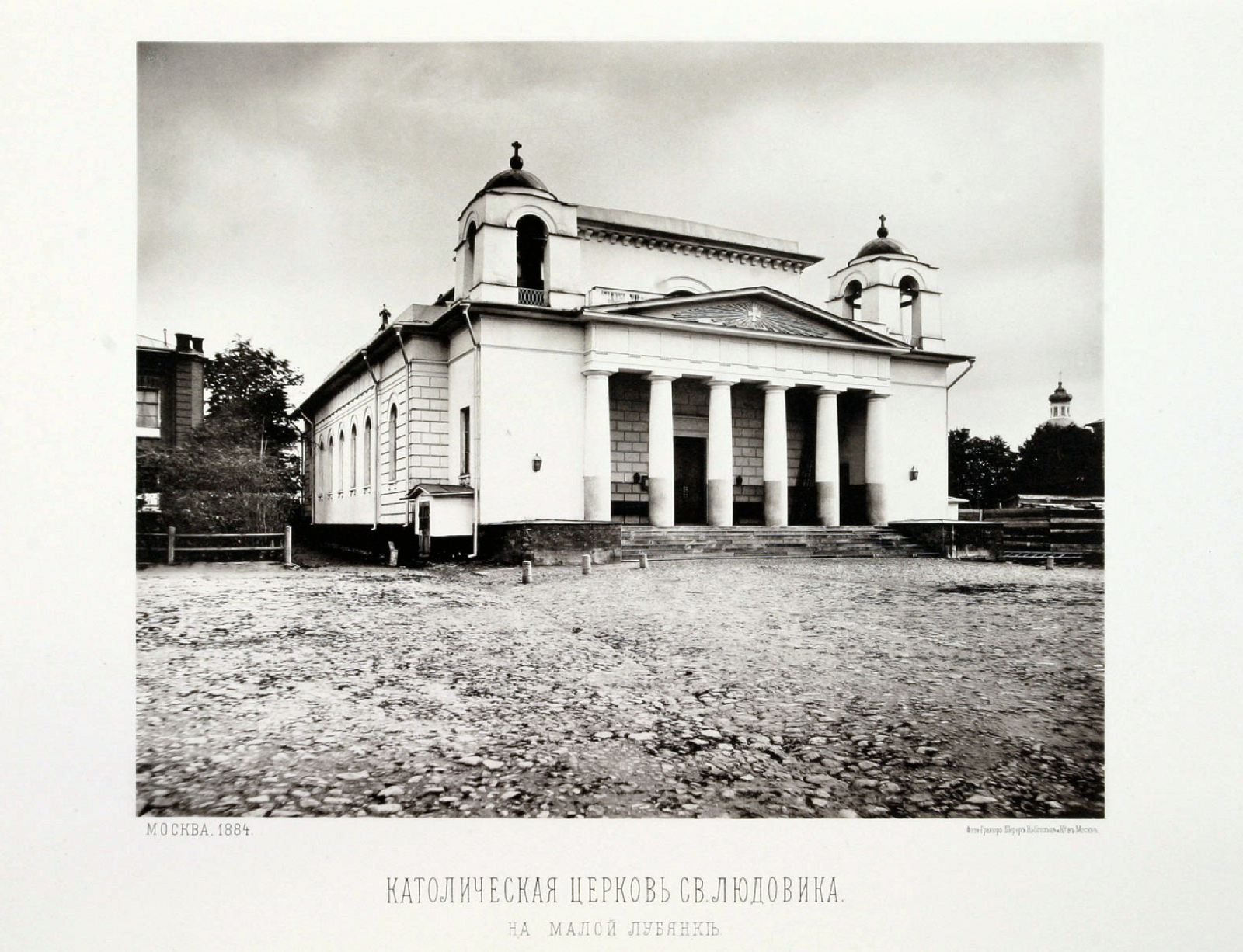
Chiesa di San Luigi in una foto del 1884

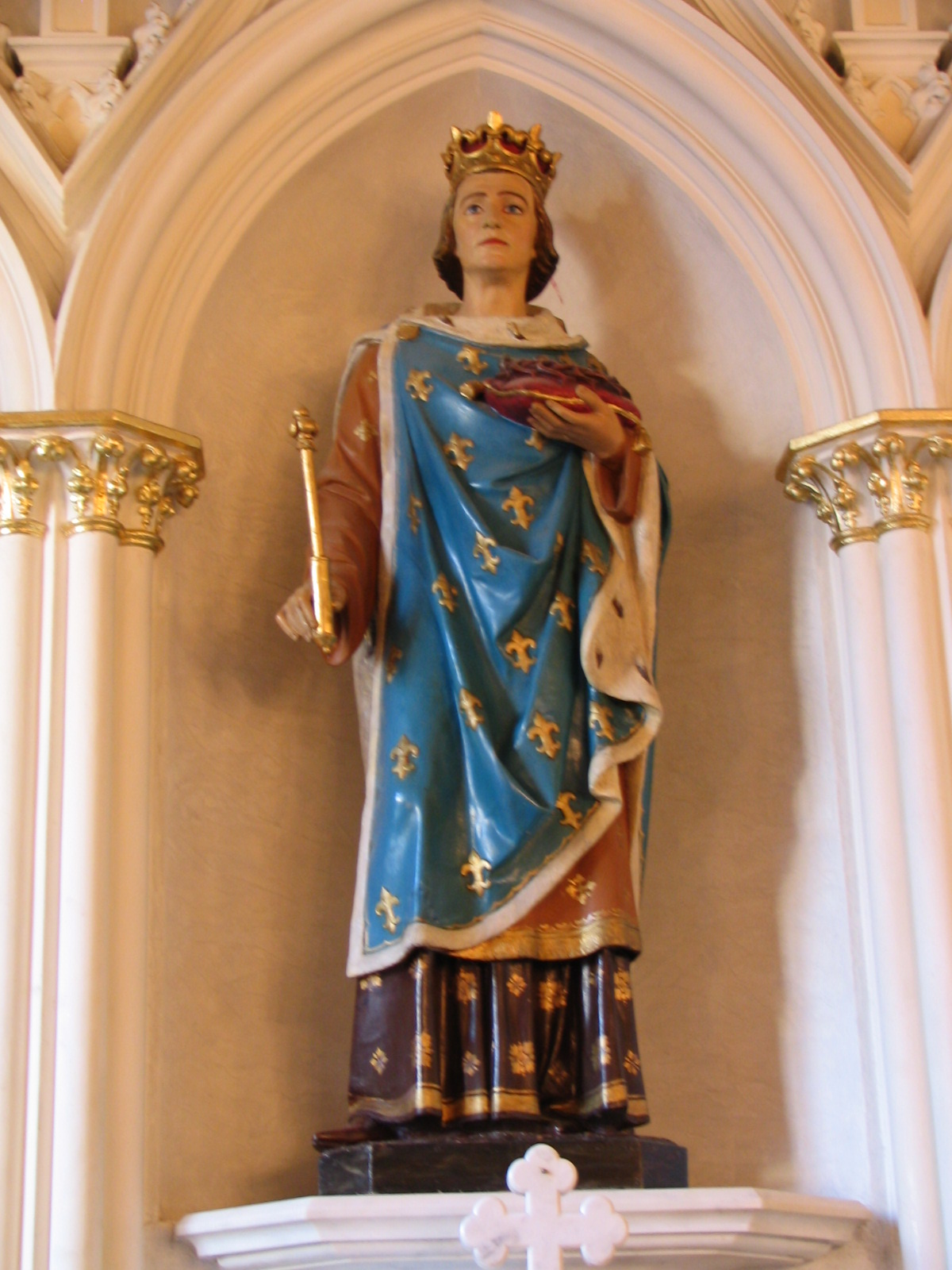
Statua di San Luigi re di Francia
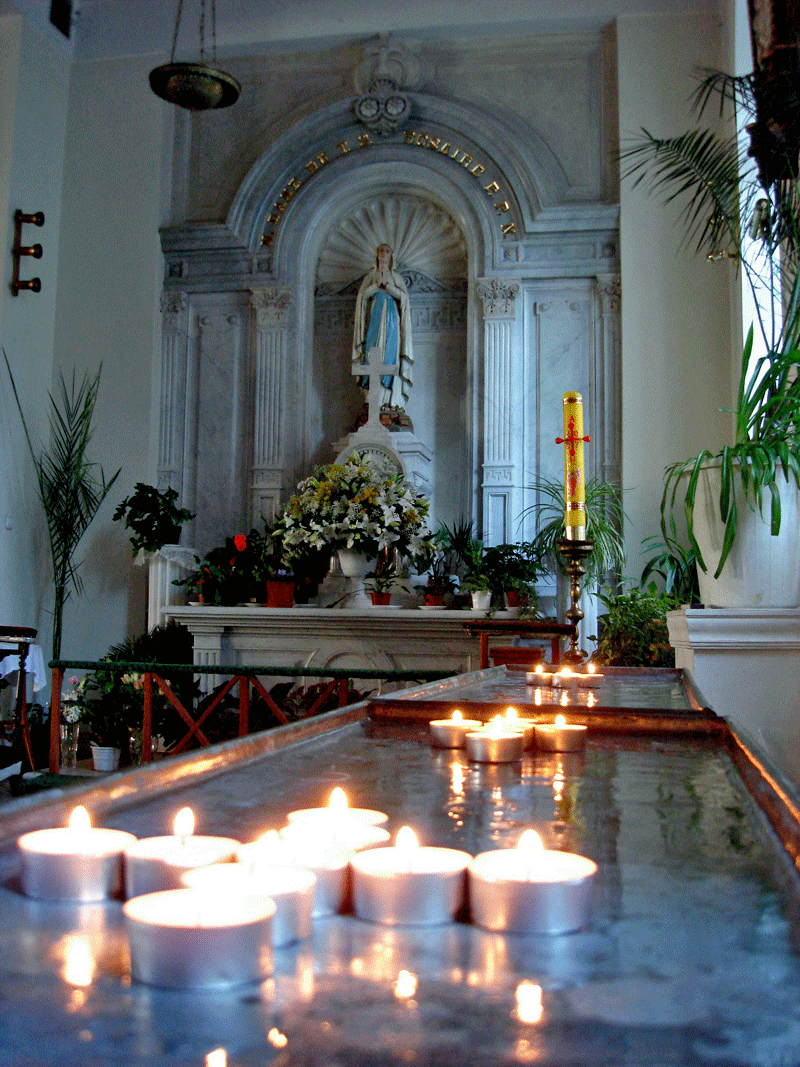
Altare della Vergine Maria
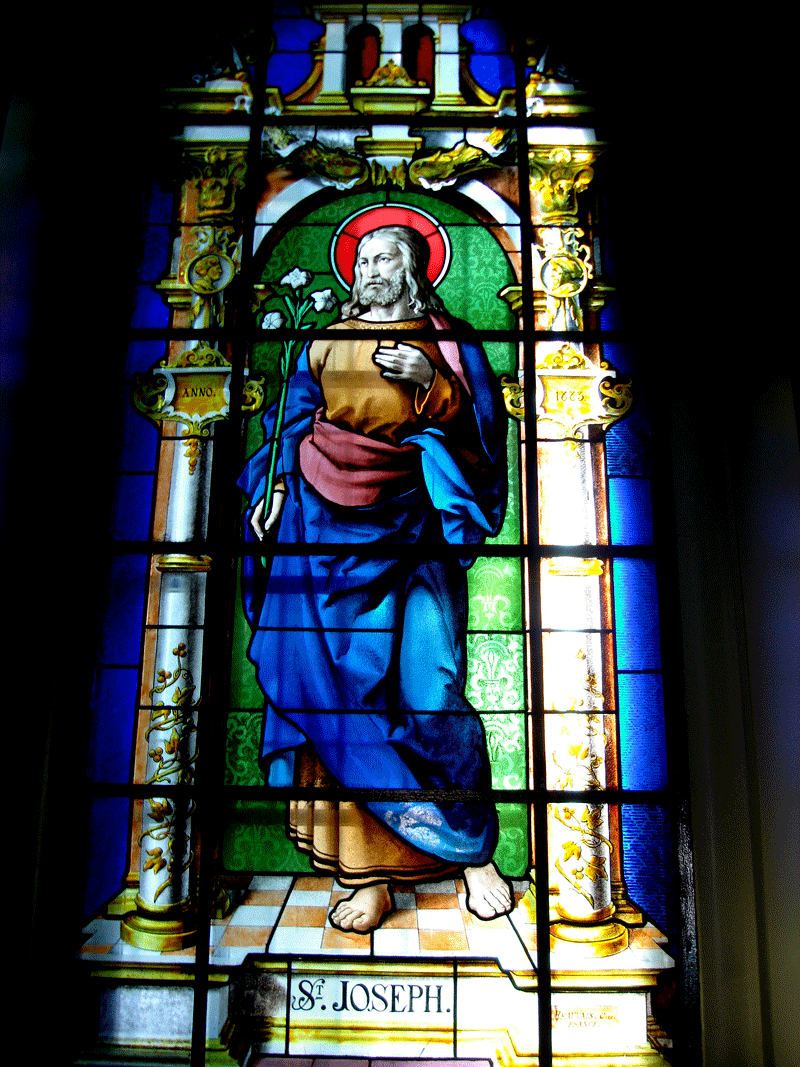
Vetrata raffigurante San Giuseppe